# Каро, Франсиско Лопес
Франсиско Лопес Каро (исп. Francisco López Caro; ок. 1600, Севилья — 1661, Мадрид) — испанский живописец эпохи барокко севильской школы. Ученик Франсиско Пачеко, соученик и друг Диего Веласкеса. Известен работами в жанре натюрморта.

## Биография
Уроженец Севильи, в 1608 году Франсиско Каро поступил учеником в мастерскую Франсиско Пачеко сроком на шесть лет. Три года спустя в эту же мастерскую поступил Веласкес, которого Лопес Каро (по его заявлению) знал с девяти лет.
В 1620 году Каро сдал экзамен на звание мастера: рисовальщика-иллюстратора и позолотчика. Единственная подписанная живописная работа художника, «Мальчик на кухне», поступившая в 2015 году в музей Прадо, должна датироваться этими годами. Она представляет собой натюрморт с фигурой мальчика, возможно слуги (по подписи: «кухонный мошенник»), среди кухонной утвари и подстреленного зайца в типично испанском жанре бодегон.
В описи имущества Франсиско Каро по случаю его второго брака в 1629 году были записаны различные картины с изображением цветов и фруктов. В сентябре 1633 года он поручил Хуану Мартинесу Монтаньесу написать сорок натюрмортов размером примерно 55 х 81 см, каждый из которых должен был изображать продукт питания, как указано в контракте, в основном фрукты, овощи, дичь.
Также известно, что Франсиско Каро написал несколько религиозных картин. Сын художника Франсиско Каро стал живописцем, проживал в Мадриде с 1658 года, когда его наняли для росписи капеллы Сан-Исидро в церкви Сан-Андрес.

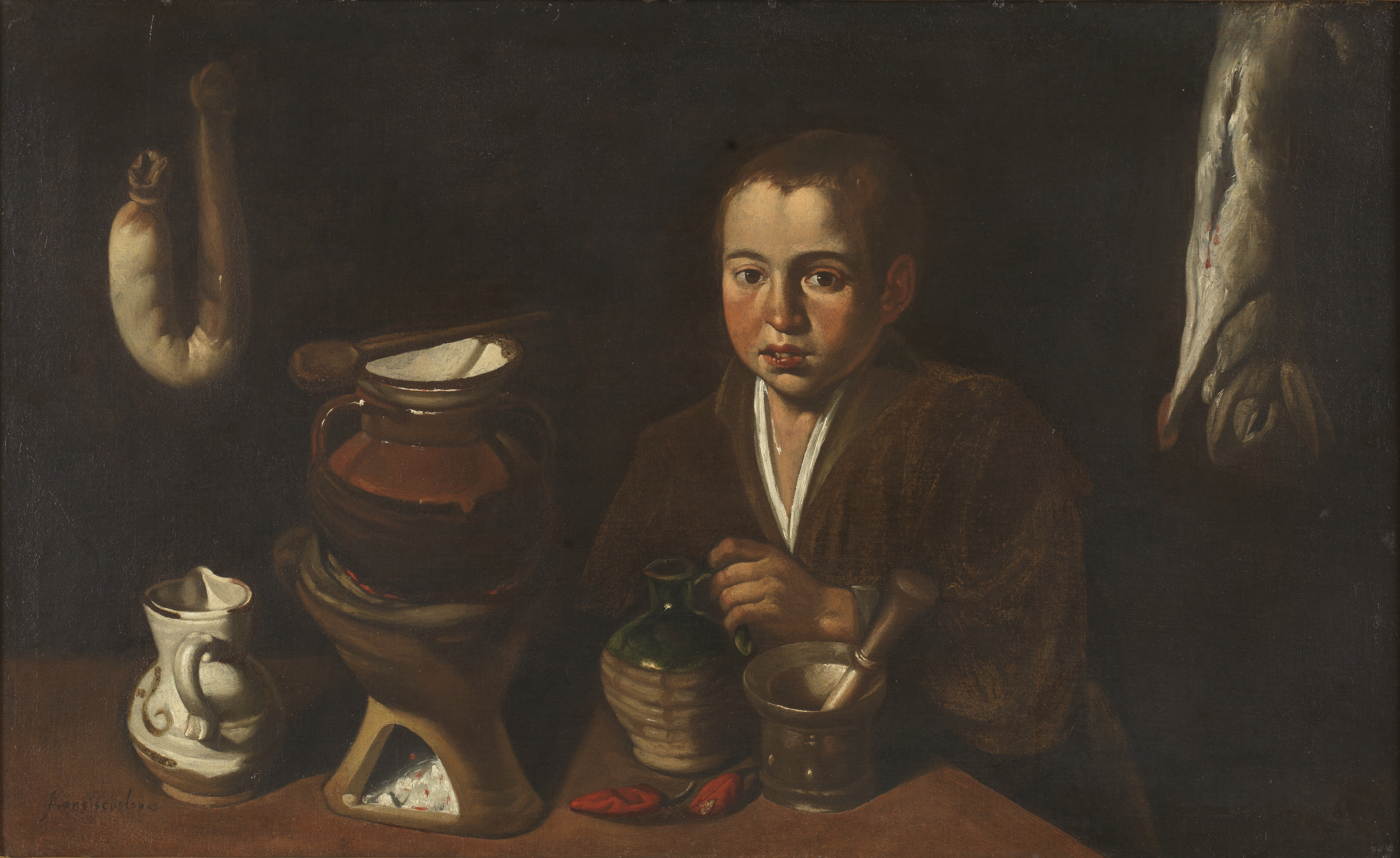
Кухонный мошенник. Ок. 1620. Холст, масло. Прадо, Мадрид
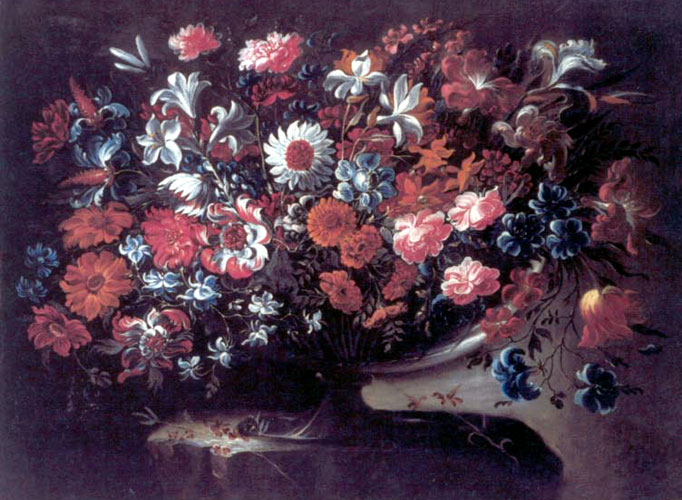
Ваза. 1620-е. Холст, масло. Частное собрание